# Франклин, Эрма
Эрма Франклин (англ. Erma Franklin; род. 13 марта 1938, Шелби, Миссисипи США — 7 сентября 2002, Детройт, Мичиган, США) — американская соул и госпел певица. Старшая сестра Ареты Франклин. Наиболее известна благодаря своему хиту «Piece of My Heart», записанному в 1967 году и получившему номинацию на премию «Грэмми». Эта песня впоследствии была исполнена американской рок-группой Big Brother and the Holding Company и многими другими исполнителями.

## Биография

### Ранняя жизнь и семья
Эрма Франклин родилась в небольшом городке Шелби в штате Миссисипи в Соединённых Штатах, старшая дочь Барбары Сиггерс Франклин и преподобного Кларенса Лавон Франклина. Эрма выросла в Детройте, штате Мичиган, где её отец служил пастором Новой баптистской церкви Вефиль. Эрма воспитывалась обоими родителями до 10 лет, когда её родители разошлись. Барбара Сиггерс Франклин умерла 7 марта 1952 года в Буффало, штат Нью-Йорк. Эрма Франклин училась в Университете Кларка Атланты (тогда известном как Колледж Кларка), где изучала бизнес.

### Карьера
В детстве Эрма и её младшие сёстры Арета и Кэролин пели в баптистской церкви их отца. Позже, когда Арета стала известной певицей, Эрма гастролировала с ней и пела на бэк-вокале. Песня «Respect» — одна из наиболее заметных записей Эрмы на бэк-вокале у сестры.
Эрма Франклин исполнила оригинальную версию песни «Piece of My Heart», написаную и спродюсированную Бертом Бернсом. Эта песня вошла в десятку лучших соул-хитов в США и добралась до 62-й позиции чарте Billboard Hot 100 в США. В Великобритании «Piece of My Heart» в исполнении Франклин использовалась в реклама джинсов Levi's, что возродило интерес к песне. Песня была переиздана в Великобритании в 1992 году в виде сингла и достигла 9 строчки в британском чарте.
В середине 1970-х годов Франклин покинула музыкальную индустрию, если не считать периодичных появлений в музыке своей сестры.

### Личная жизнь и смерть
Франклин была жената на Томасе Гаррете, у них было двое детей: Томаса Гаррета-младший (1954–2011) и Сабрина Гарретт (р. 1958). В течение 25 лет Франклин работала в Общественном центре Святого Креста Бойсвилля — детройтской организации, которая помогает бездомным и детям из неблагополучных семей меньшинств. Франклин умерла от рака легких в Детройте, штат Мичиган, 7 сентября 2002 года в возрасте 64 лет. Она похоронена в историческом центре Детройта на кладбище Вудлон.

## Дискография

### Альбомы
| Год  | Альбом                                                                         | Высшая строчка чарта | Лейбл     |
| Год  | Альбом                                                                         | США                  | Лейбл     |
| ---- | ------------------------------------------------------------------------------ | -------------------- | --------- |
| 1962 | Her Name is Erma                                                               | —                    | Epic      |
| 1969 | Soul Sister                                                                    | 199                  | Brunswick |
| 2015 | The Electric Flag Featuring Erma Franklin - Live 1968 (with The Electric Flag) | —                    | RockBeat  |

### Одиночки
| Год  | Сингл                                    | Высшая строчка чарта | Высшая строчка чарта | Высшая строчка чарта | Альбом           | Лейбл     |
| Год  | Сингл                                    | США                  | США R&B              | Великобритания       | Альбом           | Лейбл     |
| ---- | ---------------------------------------- | -------------------- | -------------------- | -------------------- | ---------------- | --------- |
| 1961 | «Hello Again»                            | —                    | —                    | —                    | Her Name is Erma | Epic      |
| 1961 | «What Kind of Girl»                      | —                    | —                    | —                    | Her Name is Erma | Epic      |
| 1962 | «Time After Time»                        | —                    | —                    | —                    | Her Name is Erma | Epic      |
| 1962 | «Dear Momma»                             | —                    | —                    | —                    | —                | Epic      |
| 1963 | «I Don't Want No Momma's Boy»            | —                    | —                    | —                    | —                | Epic      |
| 1963 | «Abracadabra»                            | —                    | —                    | —                    | —                | Epic      |
| 1967 | «Big Boss Man»                           | —                    | —                    | —                    | —                | Shout     |
| 1967 | «Piece of My Heart»                      | 62                   | 10                   | 9                    | —                | Shout     |
| 1968 | «Open Up Your Soul»                      | —                    | —                    | —                    | —                | Shout     |
| 1968 | «I'm Just Not Ready For Love»            | —                    | —                    | —                    | —                | Shout     |
| 1968 | «The Right to Cry»                       | —                    | —                    | —                    | —                | London    |
| 1969 | «It Could've Been Me»                    | —                    | —                    | —                    | —                | Brunswick |
| 1969 | «Saving My Love For You»                 | —                    | —                    | —                    | Soul Sister      | Brunswick |
| 1969 | «Gotta Find Me a Lover (24 Hours a Day)» | —                    | 40                   | —                    | Soul Sister      | Brunswick |
| 1970 | «Whispers (Gettin' Louder)»              | —                    | —                    | —                    | —                | Brunswick |